# Odense Squash Club
Odense Squash Club (eller OSC) er en dansk squashklub, der blev stiftet 31. januar 1978. Klubben har vundet ti danske holdmesterskaber. 

## Hold-DM
- 1990/91:  Guld
- 1991/92:  Sølv
- 1992/93:  Guld
- 1993/94:  Guld
- 1994/95:  Guld
- 1995/96:  Guld
- 1996/97:  Sølv
- 1997/98:  Guld
- 1998/99: Nr. 4
- 1999/00:  Guld
- 2000/01:  Guld
- 2001/02:  Sølv
- 2002/03:  Guld
- 2003/04:  Sølv

## Elitespillere (2011)
- Line U. Hansen
- Marie Louise Feddern
- Rasmus Nielsen
- Danny Knudsen